# Allan Quatermain (film, 1919)
Pour plus de détails, voir Fiche technique et Distribution.
Allan Quatermain est un film muet sud-africain réalisé par Horace Lisle Lucoque, sorti en 1919.

## Fiche technique
- Titre original : Allan Quatermain
- Réalisation : Horace Lisle Lucoque
- Histoire : H. Rider Haggard, d'après son roman éponyme
- Société de production : African Film Productions
- Pays d'origine :  Union d'Afrique du Sud
- Année : 1919
- Langue originale : anglais
- Format : noir et blanc - muet
- Genre : aventure
- Durée :
- Date de sortie : 
  -  Union d'Afrique du Sud : 1er août 1919

## Distribution
- Albert Lawrence : Allan Quatermain
- H.J. Hamlin : Sir Henry Curtis
- Ray Brown : Captain John Good
- Mabel May : Nyleptha, the Fair Queen
- Elise Hamilton : Sorais, the Dark Queen
- Edward Vincent : Agon, the Priest
- George Taylor : Prince Nasta
- Abie Baker : Alphonse
- Florence Roberts : Mme McKenzie